# Qiaoling
Qiaoling (桥陵; Qiáolíng) 'brograven' är ett gravkomplex från den kinesiska Tangdynastin där kejsar Ruizong är begravd. Kejsaren avled år 716. Qiaoling är en av Tangdynastins arton kejsargravar och ligger i Fengberget (丰山) i Pucheng härad i Weinan prefektur i Shaanxi-provinsen dryg 80 km nordost om Xi'an.
Namnet Qiaoling har tidigare använt för den mytologiska Gula kejsarens mausoleum, som för att undvika förväxling numer kallas Gula kejsarens grav (黄帝陵).